# Axel Fridell

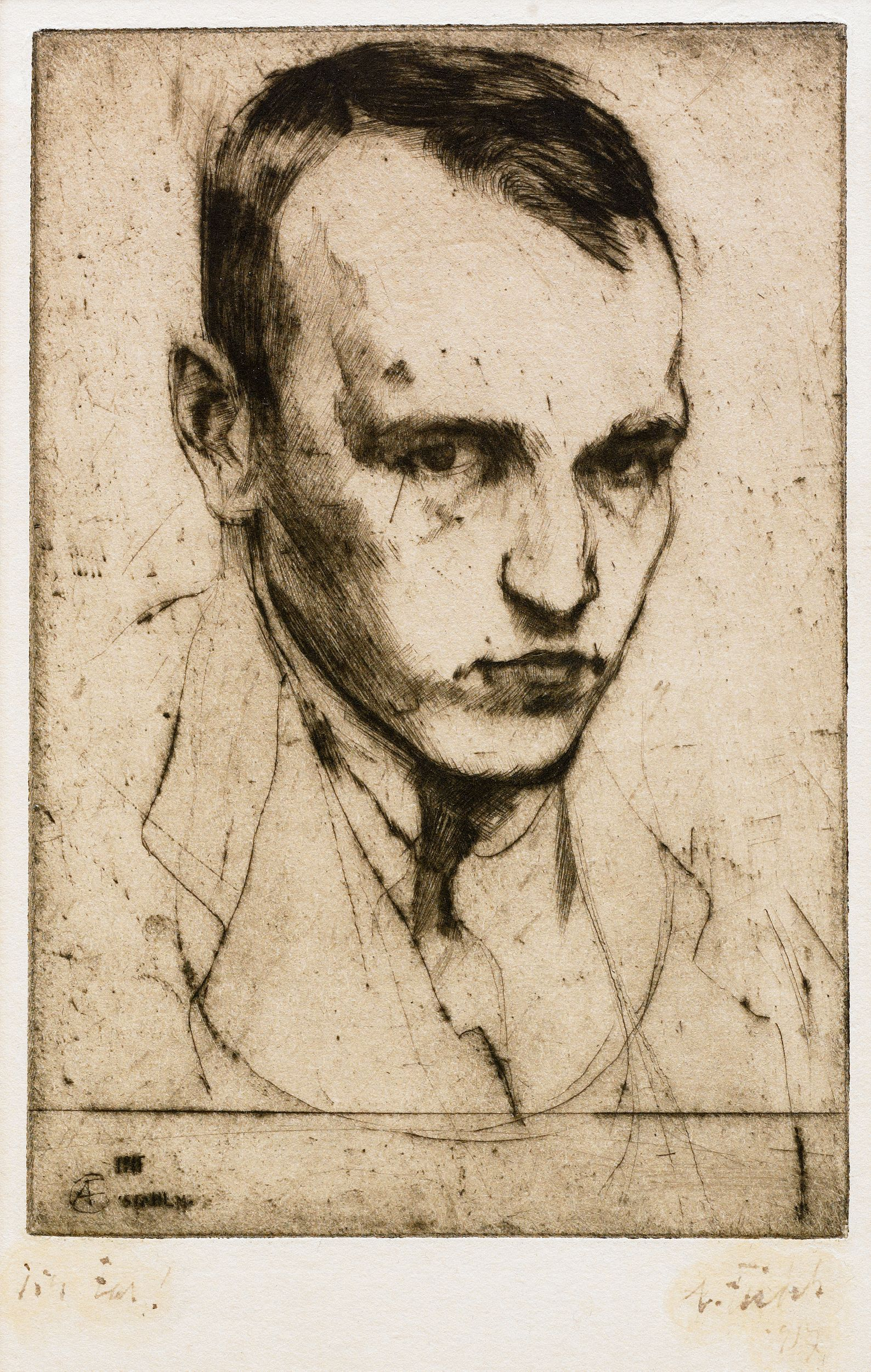
Axel Fridell - självporträtt torrnål 1917

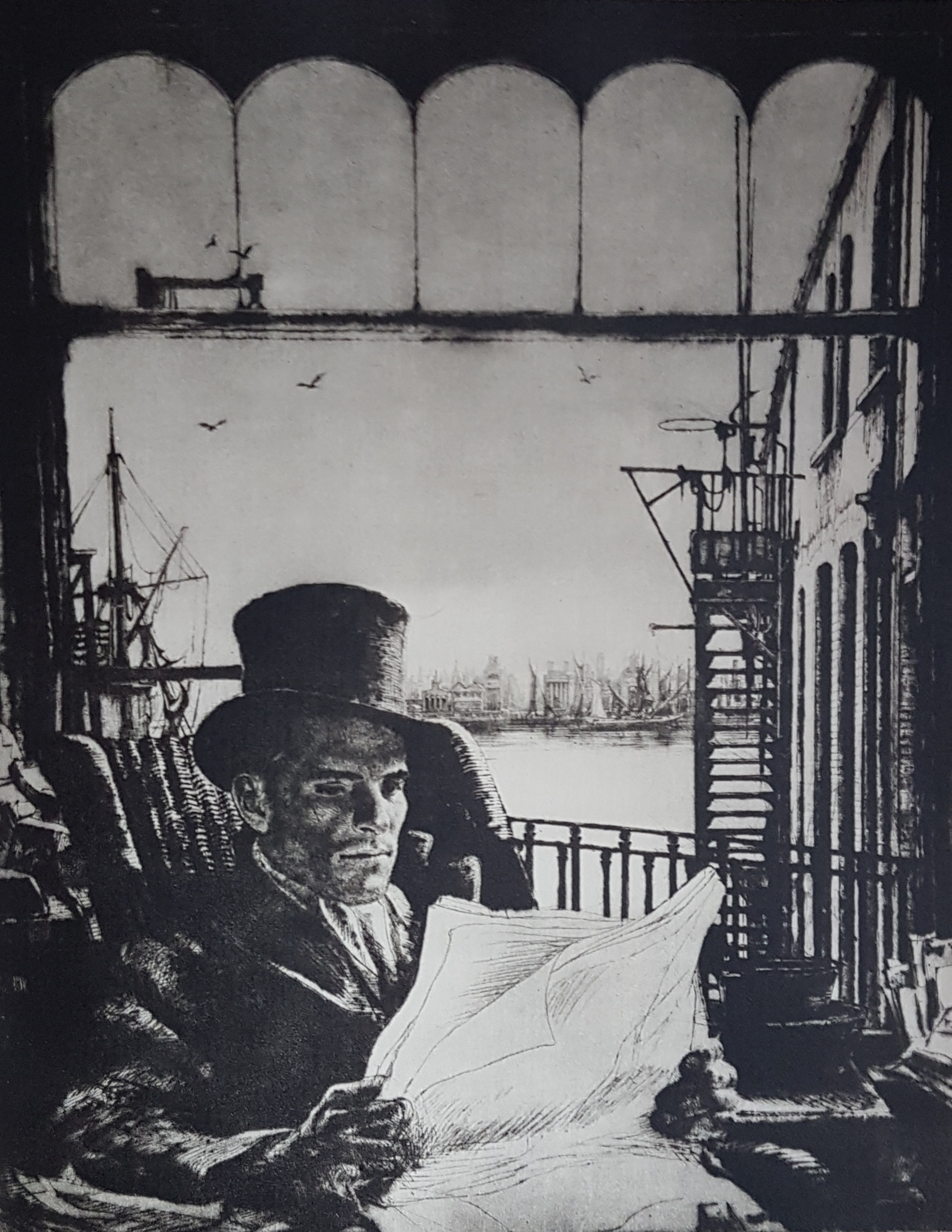
Tidningsläsaren (Mr Simmons). Torrnålsgravyr 1933.

Johan Axel Fridell, född 6 november 1894 i Falun, död 26 maj 1935 i Stockholm, var en svensk konstnär.

## Biografi
Axel Fridell var son till möbelsnickaren Per Johan Fridell och dennes hustru Johanna Karolina Söderberg. Han arbetade först som springpojke och senare i Falu koppargruva. Under tiden vid gruvan började han studera konst vid aftonskola, och fick som kurskamrater bland andra Hans Norsbo och Bertil Bull Hedlund.
Från 1909 började han på egen hand utbilda sig till konstnär. Tidigt fick han stöd från Anshelm Schultzberg och Gustaf Ankarcrona. Fridell var en stor beundrare av Ankarcrona och besökte honom flera gånger. 1913 flyttade Fridell till Stockholm där han studerade vid Wilhelmsons målarskola. På inrådan av Schultzberg sökte han till Konsthögskolan där Axel Tallberg kom att bli hans lärare i grafik, och inspirera Fridell själv att börja arbeta inom grafikens rår.
Under sitt första år i Stockholm bodde han tillsammans med Helge Zandén, 1914 återupptog han här kontakten med Bertil Bull Hedlund och David Tägtström, som studerat i Paris men tvingats hem sedan första världskriget utbrutit. I sällskap med Bertil Bull Hedlund började han nu att försumma studierna för uteliv i Stockholm på Novilla, Berns och Hamburger Börs. Det ledde till att Bertil Bull Hedlund och Axel Fridell 1916 relegerades från Konsthögskolan. Genom sina kontakter med Axel Tallberg fick han dock möjlighet att fortsätta trycka grafiska blad vid konsthögskolan.
Sin första utställning hade Axel Fridell 1914 tillsammans med Bertil Bull Hedlund i en bokhandel i Falun julen 1914. Den innebar ingen större framgång. Våren 1915 hölls en utställning på biblioteksgatan i Stockholm med verk av Fridell, Hilding Linnqvist, Axel Nilsson och David Tägtström. 1917 ställde han ut tillsammans med Ruben Nordström i en lokal i Birger Jarlspassagen varvid han uppmärksammades av August Brunius. Det innebar att efterfrågan på Fridells grafik ökade, särskilt hans torrnålsgravyrer. 1918 deltog han tillsammans med Tägtström och Eric Detthow i en utställning på Konstakademin.
Under de följande åren minskade hans produktivitet i takt med att utelivet upptog allt mer av hans tid. 1921 reste Fridell till Italien, där han särskilt besökte Florens, San Gimignano och Venedig. Efter återkomsten till Sverige bosatte sig Fridell i Falun. 1923 reste han dock åter utomlands och slog sig ned i Paris, där han stannade till 1925. Efter återkomsten till Sverige slog han sig på nytt ned i Stockholm. Samma år lärde han känna Thorsten Laurin, vilken kom att influera Fridell genom att intressera honom för den engelska grafiken.
Förutom grafik målade han även i olja, bland annat självporträtt, interiörer med figurer samt landskap med motiv från Stockholmstrakten eller Falun, ofta lätt och luftigt hållna och i en blond och ljus kolorit.
När Fridell dog hade han på knappt två decennier hunnit nå samma konstnärliga höjder som det tagit till exempel Anders Zorn en hel mansålder att nå. Dödsorsaken var spridd lungcancer. Han dog på S:t Eriks sjukhus i Stockholm på söndagseftermiddagen den 26 maj 1935 och är begravd på Norslunds kyrkogård i Falun.
På Dalarnas museum i Falun finns stora samlingar av Fridells verk och han finns representerad vid Göteborgs konstmuseum, Kalmar konstmuseum, Nationalmuseum i Stockholm, Norrköpings konstmuseum, Sörmlands museum och Värmlands museum.

## Grafikern
Det var som grafiker Fridell gjorde sin viktigaste insats och han räknas till en av Sveriges främsta grafiker. Han arbetade vanligen i torrnål men även med etsning. Hans stora läromästare på detta område var Rembrandt, James McNeill Whistler, Charles Méryon och Seymour Haden.
Under de tidiga åren, kring 1917, arbetade Fridell i en ganska luftig grafikteknik med kraftiga draggningar, tunna torrnålslinjer och effekter med färgplumpar. Denna teknik syns både i porträtten och landskapsbilderna från denna tid.
I mitten av 1920-talet anlade Fridell en ny stil, med mera genomarbetade plåtar. Flera av Stockholmsbilderna från denna tid, till exempel Stadshuset i Stockholm II (1926, Haskel 223), hör till denna kategori.
Den första Englandsresan ägde rum under åren 1926–1928, och under denna tid fann Fridell sin mogna stil. De engelska dimmorna och stämningarna i London för övrigt gjorde att bilderna fick ett hemlighetsfullt skimmer över sig. Likväl är bilderna genomarbetade och detaljerade. Speciellt intresserade sig Fridell för motiv kring Themsen och de stora parkerna. Ett av de mest storartade bladen från detta Londonbesök är Old studio (1927, Haskel 253).
Fridell längtade utomlands igen. Nästa resa under 1930 ställdes framför allt till Nederländerna och Frankrike. Även i Paris fann Fridell stämningen vid floden, i detta fall Seine, spännande. Flera stora blad kommer från denna resa, till exempel det mörka Quai de Montebello I (1930, Haskel 300), där Fridell avbildat kajernas människor på ett dystert sätt. Bladet Flickan i fönstret II (1930–1932, Haskel 308), påbörjades även i Rotterdam under denna resa.
Åter i Stockholm producerar Fridell fina blad från sin ateljé vid Stadsgården, till exempel torrnålen Stadsgården (1931, Haskel 330), där han kanske försöker men inte till fullo uppnår stämningarna från London.
Den sista utlandsresan går till London 1933 och Paris 1934. Nu tillkommer Fridells mest kända blad, Mr Simmons (Tidningsläsaren) (1933, Haskel 365), som gavs ut på frimärke 1974 när Publicistklubben firade sitt 100-årsjubileum. Bladet Glebe Place (Haskel 364), med en skum och mystisk förgrund, härstammar också från Londonbesöket 1933. Från Parisbesöket 1934 kommer några studier av broar, bland annat Le Pont Marie (Haskel 371).
I Fridells grafiska produktion ska även nämnas de många porträtt han utförde, bland annat av Selma Lagerlöf, Gustaf V, hustrun Ingrid och ett antal självporträtt. Ett av de bästa porträtten är av konstnärskollegan Olof Hjort (Dalmasen, 1933, Haskel 350).
Fridell är den konstnär som fått flest grafiska blad (26 st.) utgivna i Föreningen för Grafisk Konsts årliga grafikportföljer, mellan åren 1915 och 1962.

## Minnesutställning
En minnesutställning över Axel Fridell hölls på Nationalmuseum under hösten 1936. Den flyttade till Falun efter nyåret 1937.

## Utvalda verk

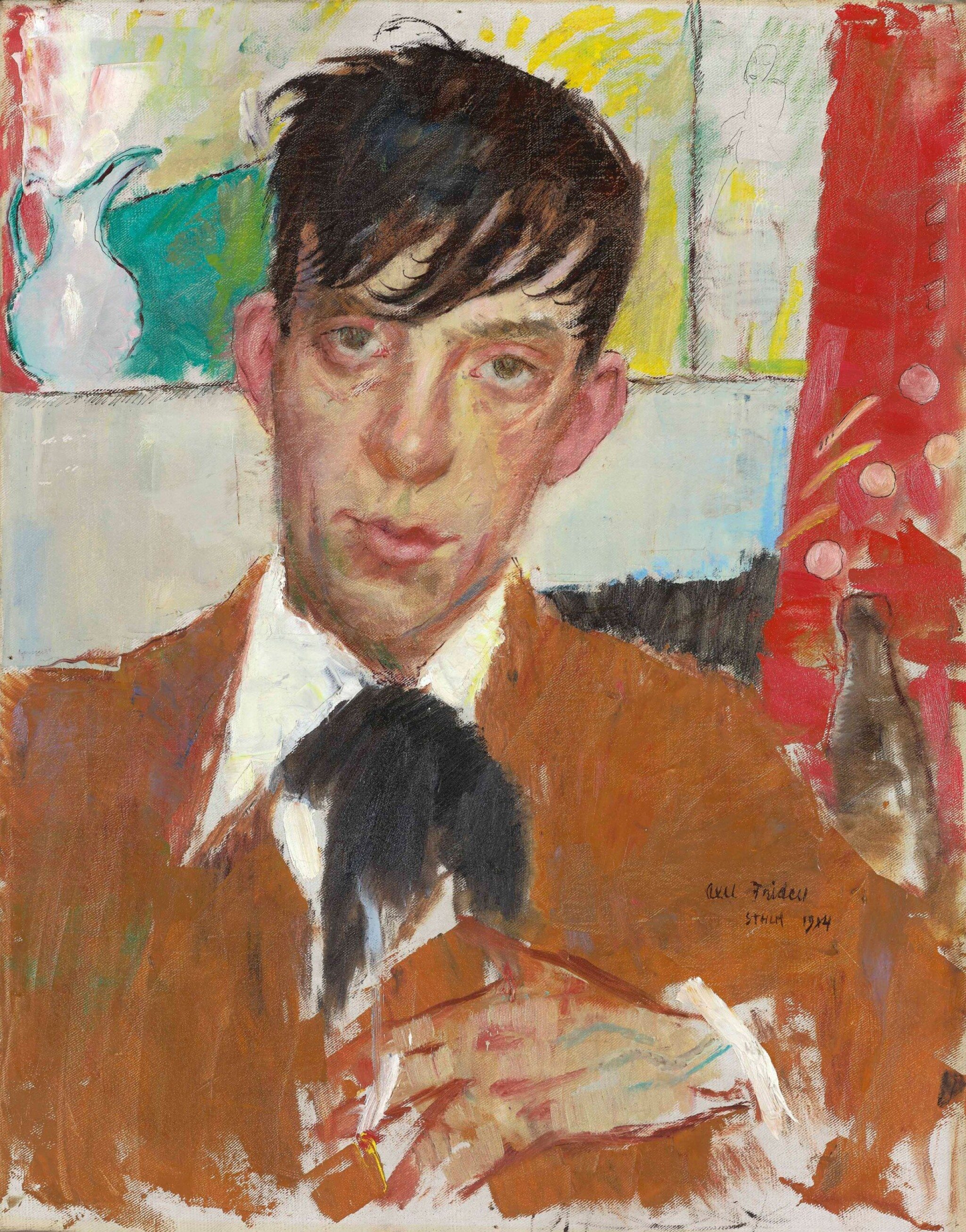
Einar Forseth, 1914.
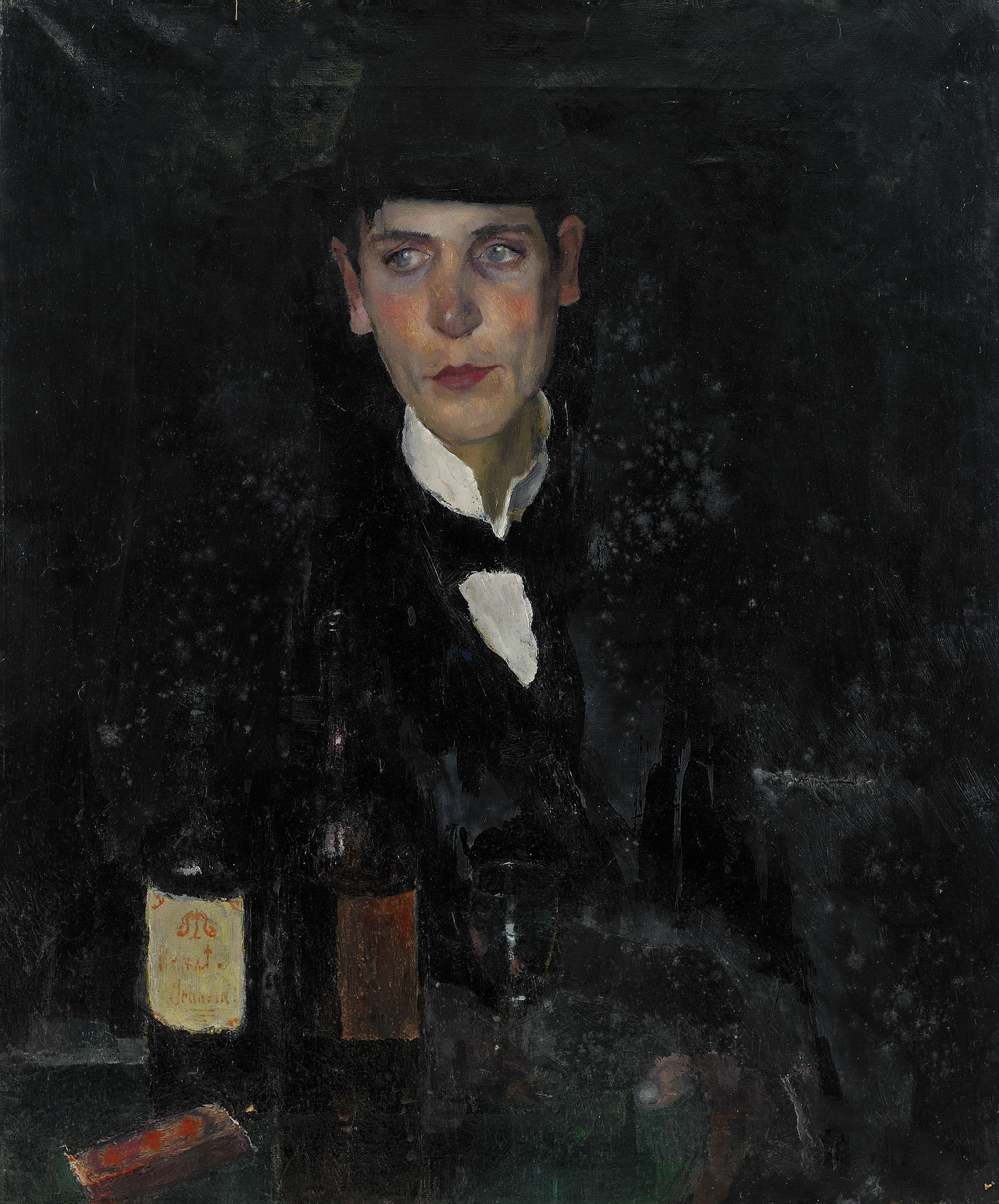
Einar Forseth, 1915.
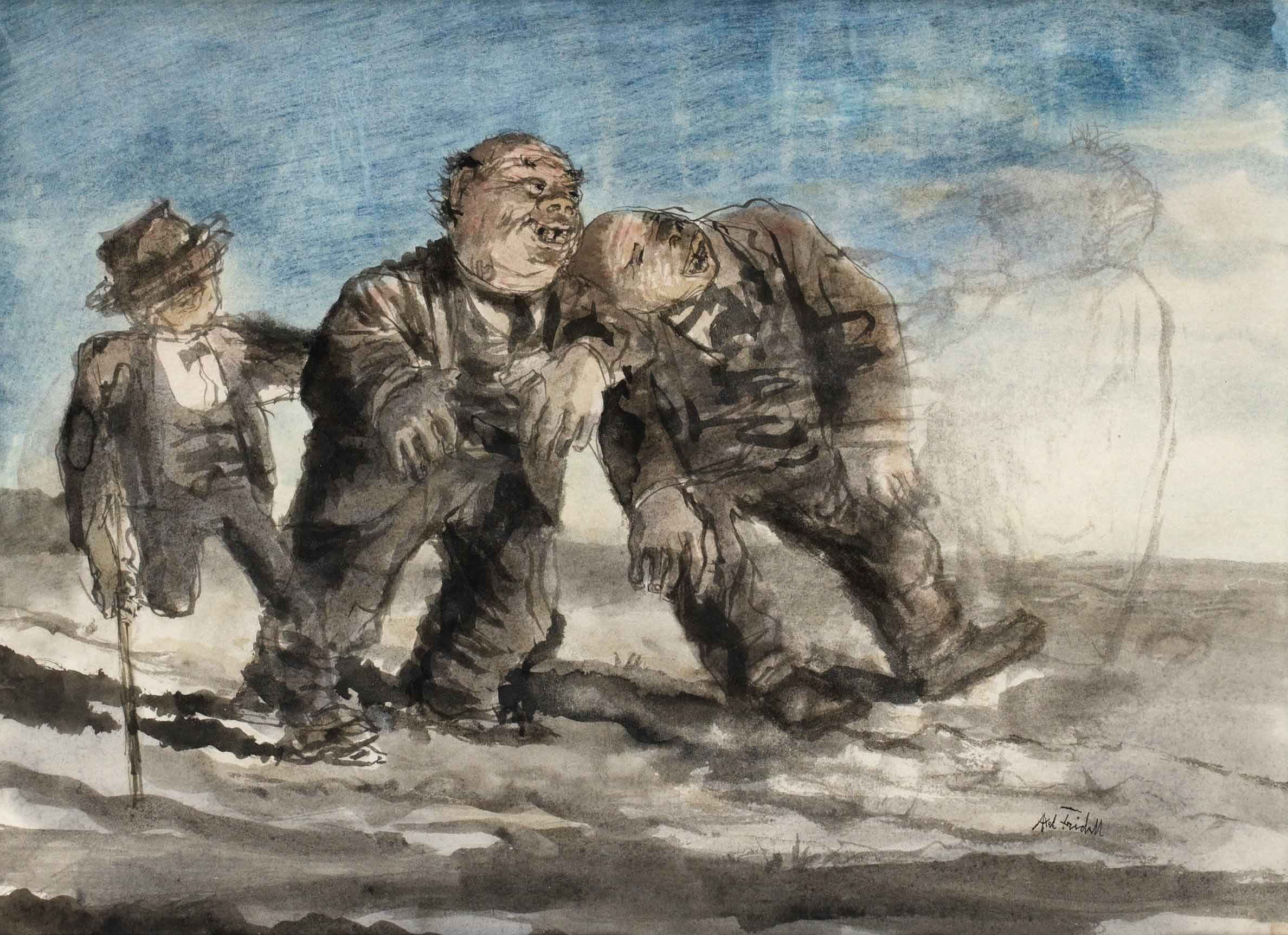
Tre berusade män,
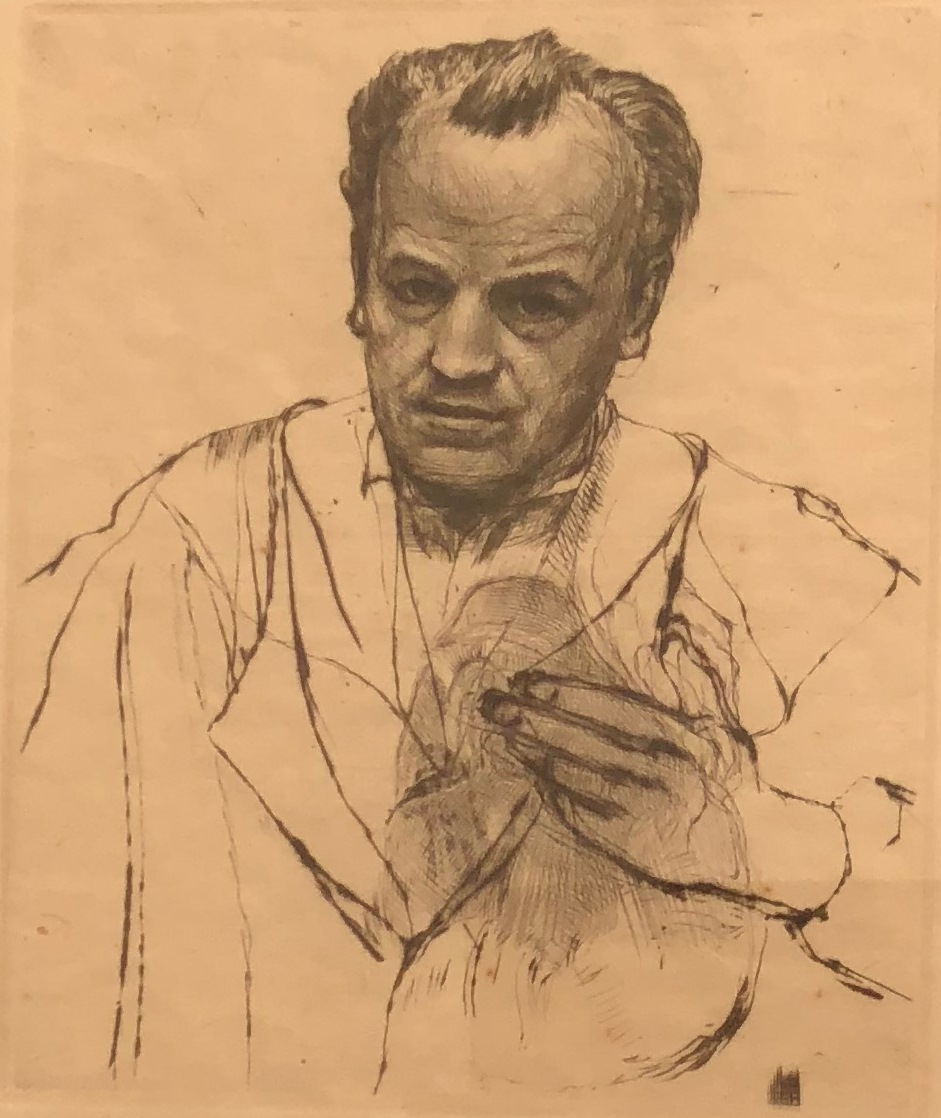
Självporträtt, 1933.
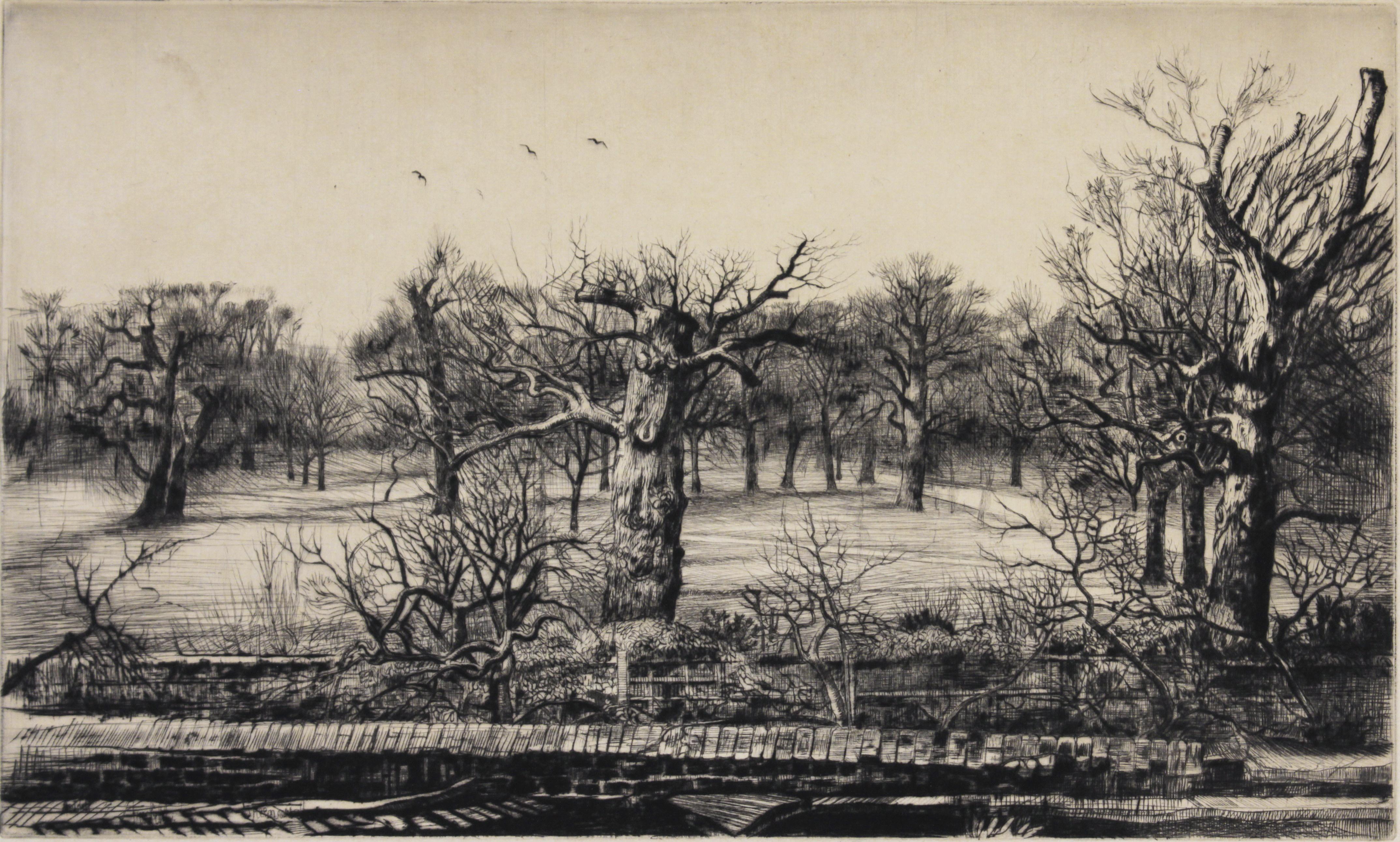
Greenwich Park, 1926
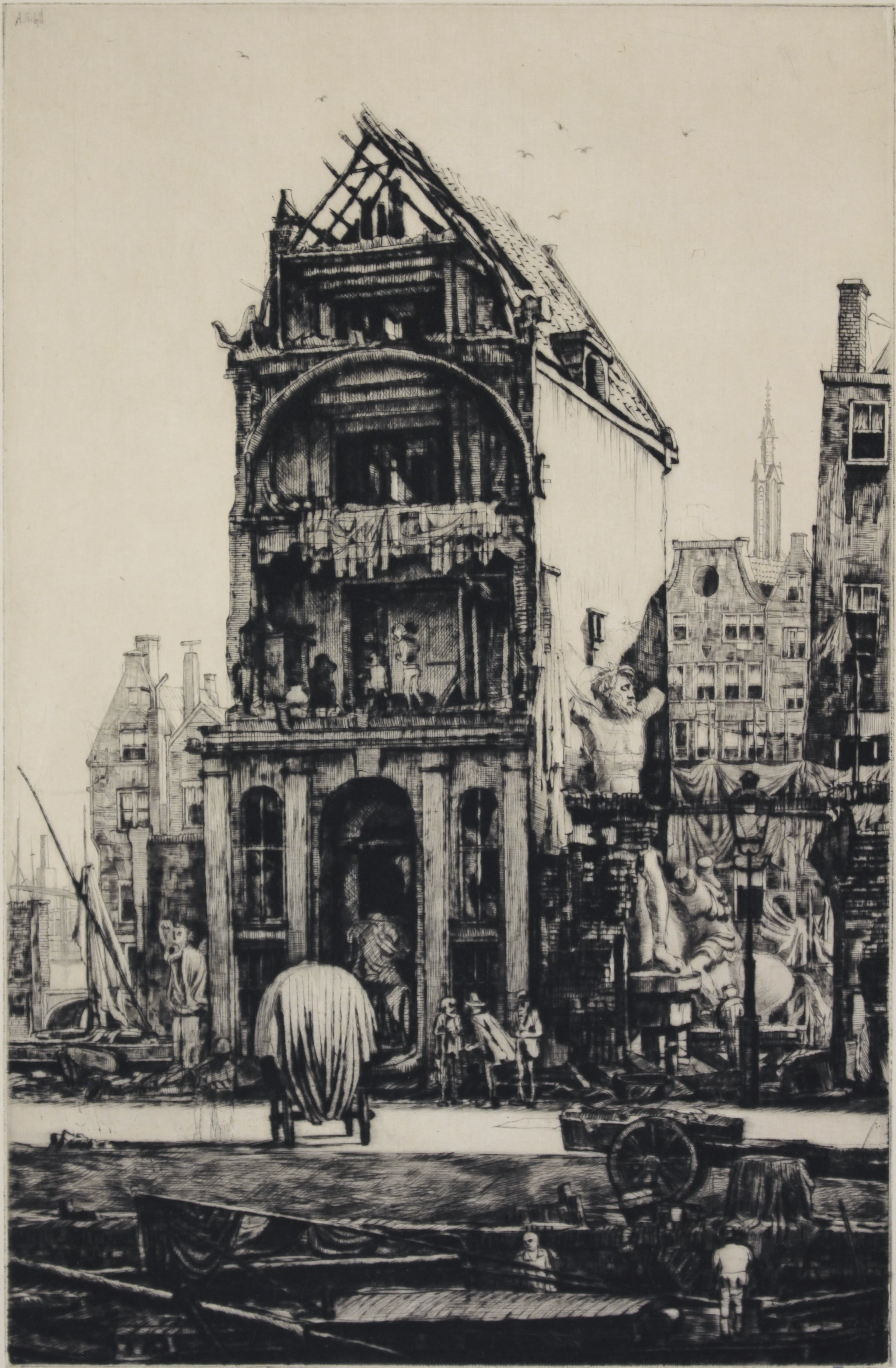
Torrnåletsning, 1933.
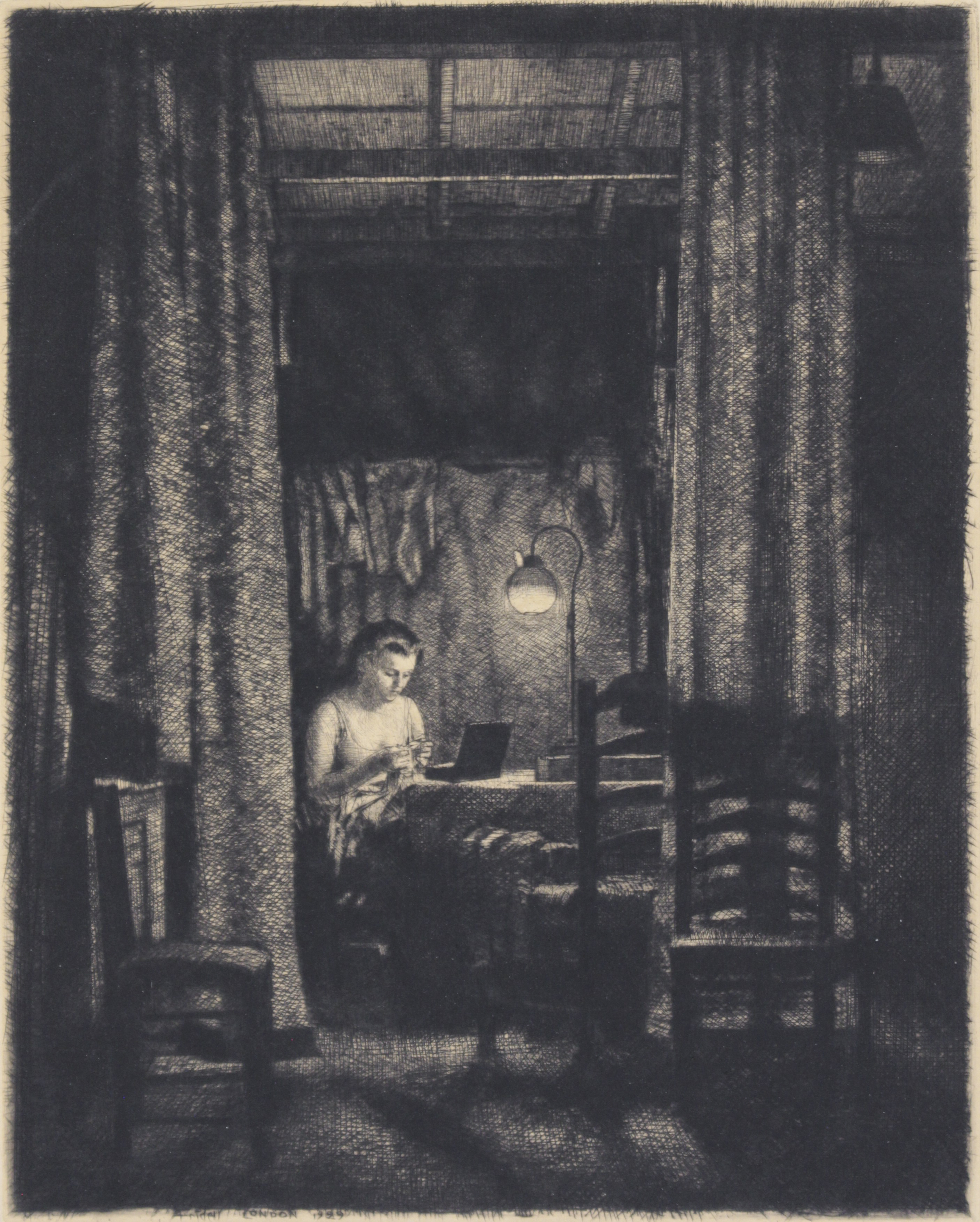
Torrnåletsning, London 1929.
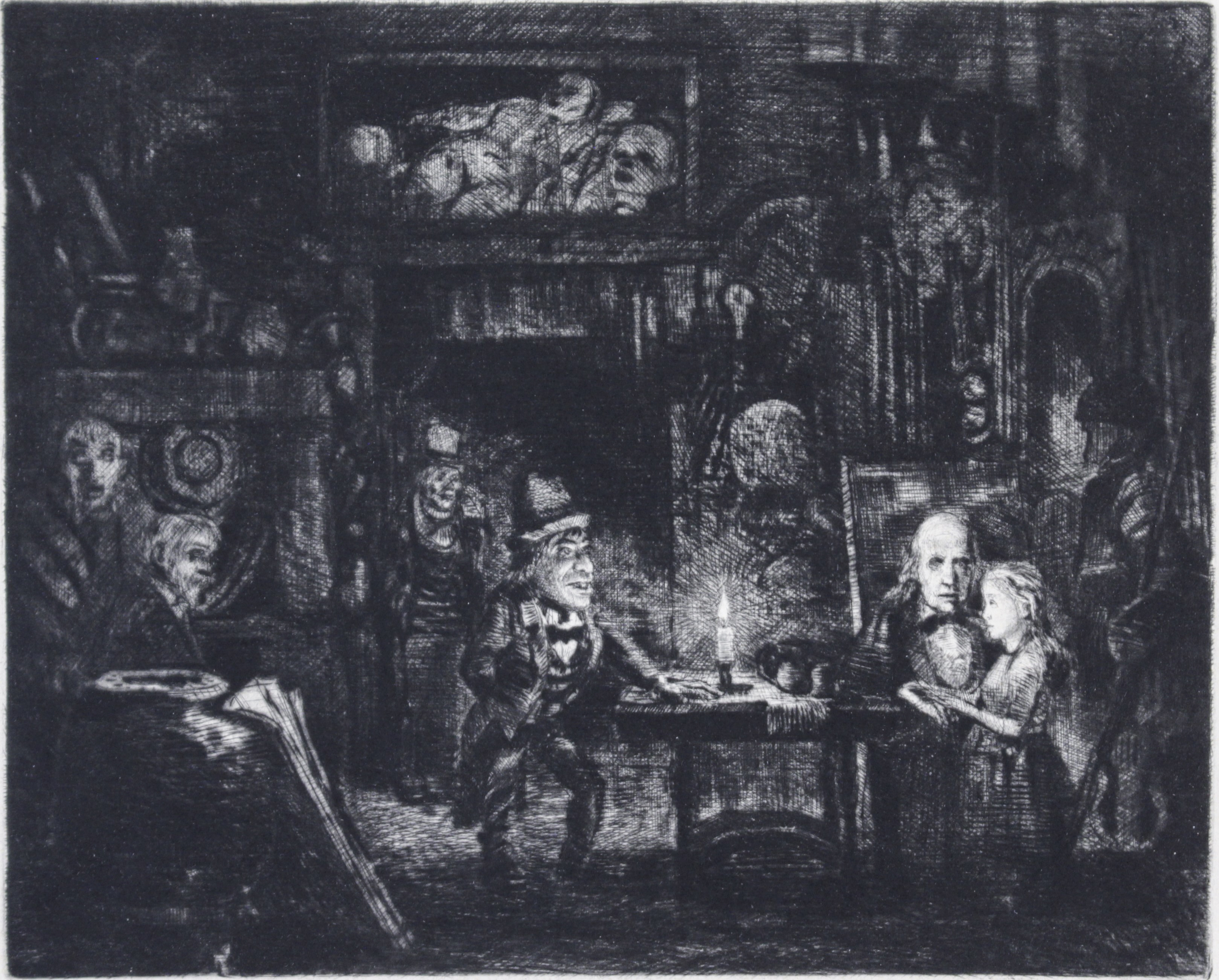
Torrnåletsning, 1931.
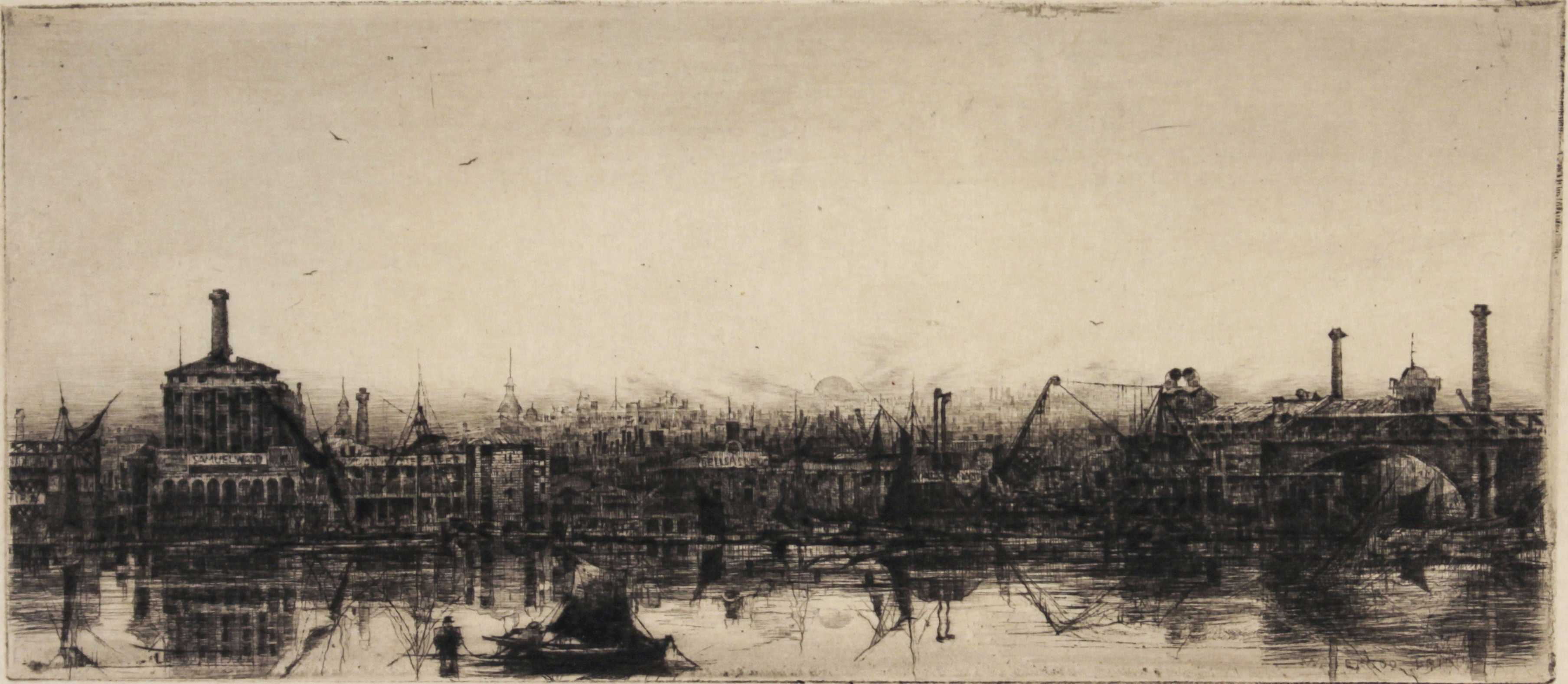
Stadsvy, sannolikt London.